# 光源寺 (文京区)
光源寺（こうげんじ）は、東京都文京区にある浄土宗の寺院。

## 歴史
1589年（天正17年）、仙石秀久の開基である。元々は神田四軒町（現・東京都千代田区神田美土代町）に位置していたが、1648年（慶安元年）に現在地に移転した。

## 駒込大観音
駒込大観音（こまごめおおがんのん）は、東京都文京区にある浄土宗寺院「光源寺」にある十一面観音像。初代の像は江戸時代前期の豪商丸屋吉兵衛の発願により建てられた。丸屋吉兵衛は大和国（現・奈良県）の長谷寺に参詣した。そこで木造十一面観音立像を拝し、「このような尊像を江戸にも勧請したい」という思いで建立したという。
1855年（安政2年）の安政大地震や1923年（大正12年）の関東大震災では、観音堂は大破したものの、観音像そのものは無事であった。しかし1945年（昭和20年）5月24日夜の空襲で堂宇もろとも焼失した。
戦後、大観音像が置かれた石の台座には小さな観音像を安置し、これを事実上の「駒込大観音」として拝していた。48年後の1993年（平成5年）に、ようやく2代目の大観音像が再建された。

## 墓所
- 甲賀源吾（回天丸艦長）
- 柳田正斎（書家）
- 柳田泰麓（書家、正斎の子）
- 服部波山（文人画家）
- 寺田宗有（剣客）

## ギャラリー

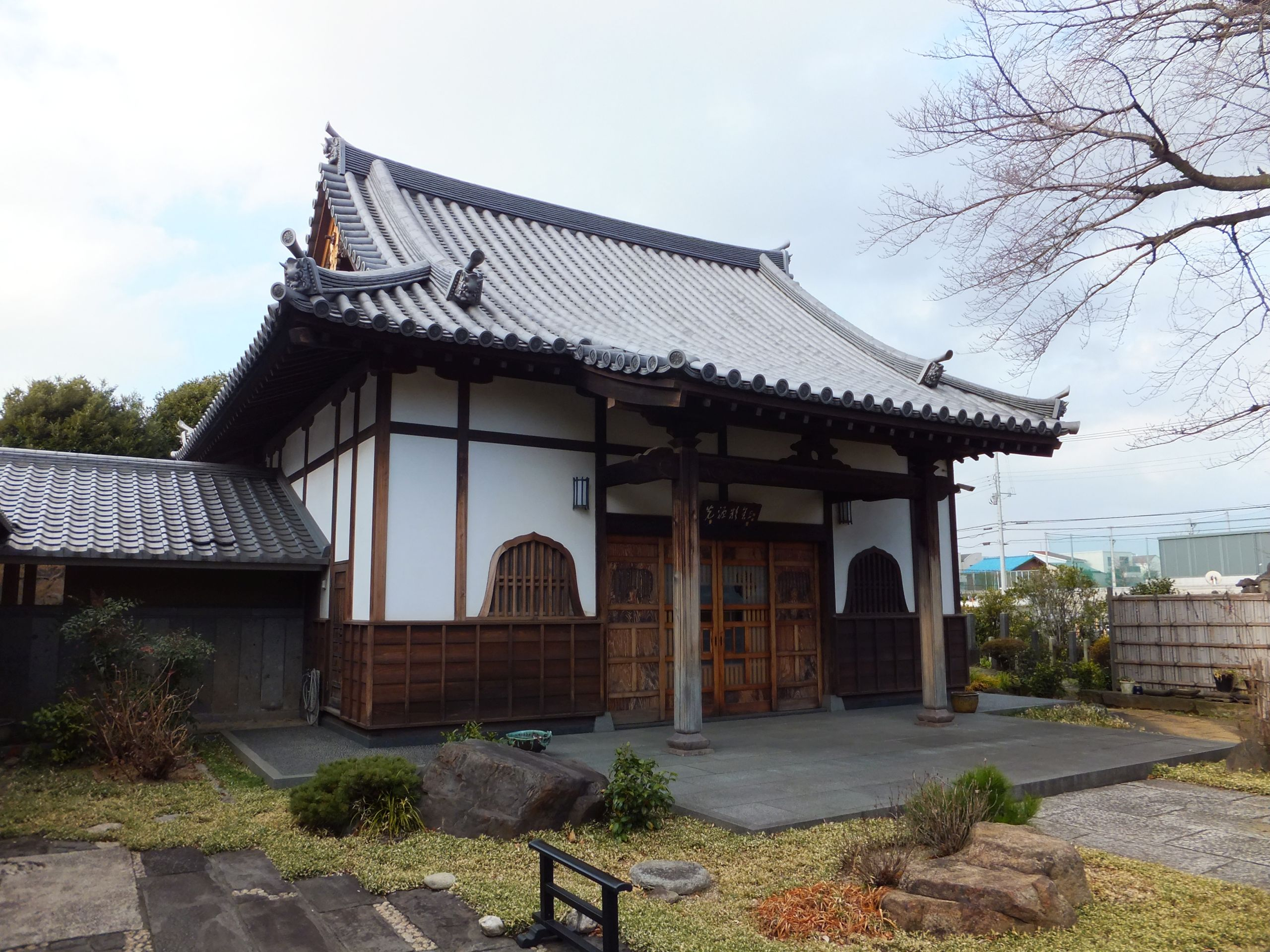
本堂
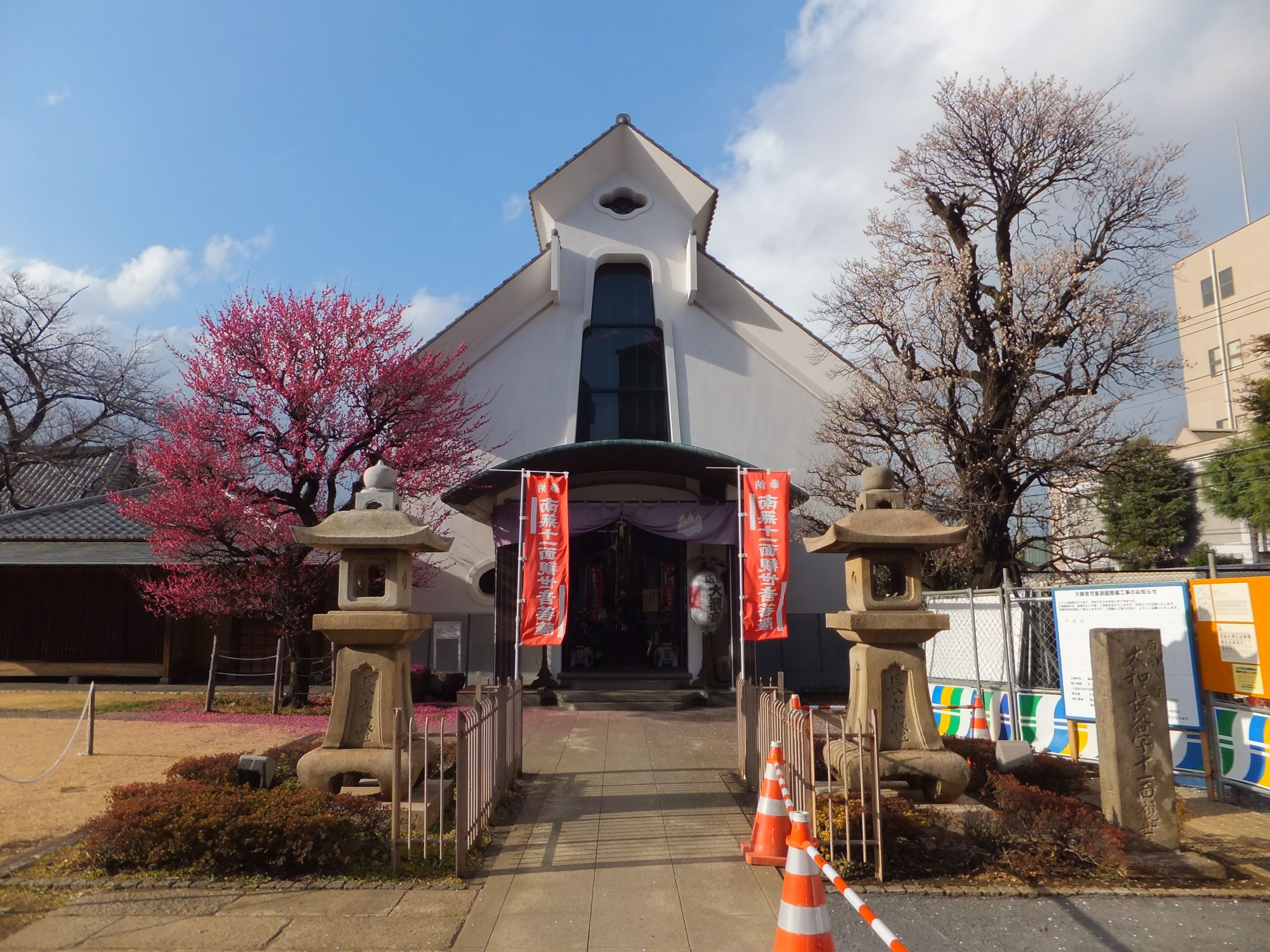
観音堂（駒込大観音）

## 交通アクセス
- 本駒込駅より徒歩約5分（経路案内）。

## 関連文献
- 斎藤長秋 編「卷之五 玉衡之部 大観音」『江戸名所図会』 3巻、有朋堂書店〈有朋堂文庫〉、1927年、285,291頁。NDLJP:1174157/147。